# Mazury (Świętajno)
Mazury (deutsch Masuhren, 1938 bis 1945 Masuren) ist ein Dorf in der polnischen Woiwodschaft Ermland-Masuren, das zur Landgemeinde Świętajno (Schwentainen) im Powiat Olecki (Kreis Oletzko, 1933 bis 1945 Kreis Treuburg) gehört.

## Geographische Lage
Mazury liegt im Nordosten der Woiwodschaft Ermland-Masuren am Südufer des Jezioro Mazurskie (Masuren-See), 17 Kilometer nordwestlich der Kreisstadt Olecko (Marggrabowa, 1928 bis 1945 Treuburg). Nur einen Kilometer weiter nördlich befindet sich eine kleine Siedlung gleichen Namens: Mazury – aber schon zum Gemeindegebiet Kowale Oleckie (Kowahlen, 1938 bis 1945 Reimannswalde) gehörend. Dass zwischen beiden Orten vor 1945 ein geographischer Zusammenhang bestand, erscheint augenscheinlich.

## Geschichte
Das kleine Dorf Mazuhren erfuhr seine Gründung im Jahr 1566. Damals verschrieb Herzog Albrecht von Preußen den Söhnen des Masur von Plotzitzen, Moyses, Tenning und Bartusch zwei Hufen, 27 Hufen mit Zinsbauern zu besetzen. Bis 1938 hieß das Dorf „Masuhren“, bis 1938 die Schreibweise „Masuren“ angeordnet wurde.
Im Jahr 1874 kam Masuhren in den Amtsbezirk Haasznen (1936 bis 1938: Haaschnen, 1938 bis 1945: Haschnen, polnisch Łażne), wurde aber schon vor 1908 in den Amtsbezirk Rogonnen umgegliedert. Beide gehörten zum Kreis Oletzko – 1933 bis 1945 „Kreis Treuburg“ genannt – im Regierungsbezirk Gumbinnen der preußischen Provinz Ostpreußen.
In Masuhren waren 1818 insgesamt 261 Einwohner registriert, 1839 waren es 318, 1867 bereits 551. Die Zahl stieg bis 1910 auf 456 und belief sich 1933 auf 412, 1939 noch auf 398.
Aufgrund der Bestimmungen des Versailler Vertrags stimmte die Bevölkerung im Abstimmungsgebiet Allenstein, zu dem Masuhren gehörte, am 11. Juli 1920 über die weitere staatliche Zugehörigkeit zu Ostpreußen (und damit zu Deutschland) oder den Anschluss an Polen ab. In Masuhren stimmten 320 Einwohner für den Verbleib bei Ostpreußen, auf Polen entfiel keine Stimme.
Im Jahr 1945 kam Masuren in Kriegsfolge mit dem gesamten südlichen Ostpreußen zu Polen und erhielt die polnische Namensform „Mazury“. Heute ist der Ort Sitz eines Schulzenamtes (polnisch Sołectwo) und ein Ortsteil innerhalb der Landgemeinde Świętajno im Powiat Olecki, vor 1998 der Woiwodschaft Suwałki, seitdem der Woiwodschaft Ermland-Masuren zugehörig.

## Religionen
Die Bevölkerung Masuhrens war vor 1945 mehrheitlich evangelischer Konfession. Der Ort war in das Kirchspiel der Kirche in Czychen (1938 bis 1945: Bolken, polnisch Cichy) eingepfarrt, die zum Kirchenkreis Oletzko/Treuburg in der Kirchenprovinz Ostpreußen der Kirche der Altpreußischen Union gehörte. Seit 1945 sind die evangelischen Kirchenglieder Mazurys der Kirchengemeinde in Gołdap (Goldap) zugeordnet, einer Filialgemeinde der Pfarrei in Suwałki in der Diözese Masuren der Evangelisch-Augsburgischen Kirche in Polen.
Seit 1945 lebt in Mazury eine fast ausnahmslos katholische Bevölkerung. War sie vor 1945 nach Marggrabowa (1928 bis 1945: Treuburg, polnisch Olecko) im Bistum Ermland orientiert, so gibt es in Mazury selbst jetzt eine eigene Kirche, die der Pfarrei in Cichy untersteht, die zu einem der beiden Dekanate in Olecko, seit 1992 im Bistum Ełk (Lyck), der Katholischen Kirche in Polen gehört.

## Schule
In Masuhren bestand vor 1945 eine eigene zweiklassige Volksschule. Sie war mit nur einer Lehrerstelle besetzt.

## Verkehr
Mazury liegt an einer untergeordneten Nebenstraße, die Dybowo (Diebowen, 1938 bis 1945 Diebauen) mit Borki (Borken) und Leśny Zakątek (Waldkater) im Borkener Forst (auch: Borker Heide, polnisch Puszcza Borecka) verbindet. Außerdem führen je eine Straße von Gryzy (Griesen) und vom Nachbarort Mazury hierhin. 